# أبو ماضي
أبو ماضي، هو مجموعة من التلال من عصور ما قبل التاريخ، ومن العصر الحجري الحديث في جنوب سيناء، مصر. تقع شرق دير سانت كاترين في أسفل سلسلة من التلال الجرانيتية. تم اقتراح أنه كان معسكرًا موسميًا لمجموعات من الصيادين وجامعين الثمار ويحتوي على بقايا مستوطنتين رئيسيتين؛ أبو ماضي الأول وأبو ماضي الثالث. أبو ماضي الأول هو موقع صغير يحتوي على بقايا مدفونة جزئيًا إلى 4 متر (13 قدم) ومبنى يحتوي على رواسب يصل عمقها إلى 1.3 متر (4.3 قدم). تبلغ مساحة أبو ماضي الثالث حوالي 20 متر مربع (220 قدم2) التي تم حفرها بالقرب من صخرة كبيرة بالقرب منه. تم العثور على مساكن بها صوامع مبنية من الحجر. تم أيضا التنقيب عنه لأول مرة في أوائل الثمانينيات من قبل عوفر بار يوسف.

## الثقافة
تمت الإشارة إلى هذه الثقافة باسم كيان أبو ماضي لأنها تظهر دليلاً على احتفاظها بالخصائص النطوفية للتسوية المؤقتة، بينما كانت على الأقل معاصرة جزئيًا لثقافات PPNA في بلاد الشام إلى الشمال. تم تأريخه تقريبًا من 10100 إلى 9700 سنة مضت  أو من بين 9660 إلى 9180 قبل الميلاد  مع تواريخ معايرة تتراوح بين ج. 9750 و 7760 ق. انطلاقا من هذه التواريخ الكربونية المشعة، تم اقتراح أبو ماضي ليكون شكلا من أشكال الثقافة الخيامية المتأخرة. يقترح أن المساكن التي تم العثور عليها كانت تضم مجموعات صغيرة من العائلات النووية المستمرة على الطراز النطوفي. تم استعادة عدد كبير من أحجار الصوان المتكسرة بما في ذلك نوع جديد من رؤوس الأسهم الديناميكية الهوائية المعروفة باسم نقطة أبو ماضي التي تتميز بأشكال بيضاوية ممدودة أو أشكال معينية، وأحيانًا مع تانغ صغير. كما تم العثور على نقاط الخيام مع قواعد مقعرة عميقة  وقد اقترح أن رؤوس السهام هذه كانت تستخدم في اصطياد حيوانات مثل الغزلان والوعل البري. تم اقتراح أن يكون أبو ماضي من بين المراكز العشرة المحتملة لأصل الزراعة ويستخدم في التحليل الإحصائي لتحديد معدل الانتشار في أوروبا.

## الأدب
- Bar-Yosef، Ofer. Neolithic Sites in Sinai ، Frey and Uerpmann 1981، Beiträge zur Umweltgeschichte des Vorderen Orients، Tübinger Atlas des Vorderen Orients (TAVO) A 8، Wiesbaden، pp. 217–235، 19 صفحة، 1981.
- غوفر، صناعات أدوات فلينت في العصر الحجري الحديث في إسرائيل، أطروحة دكتوراه، الجامعة العبرية في القدس، 389 صفحة، 1985.
- Kuijt، I. Bar-Yosef، O. Radiocarbon Chronology for the Levantine Neolithic: Observations and Data ، Radiocarbon، 36، 227–245، 1994.
- جوفر، أ. رؤوس الأسهم في بلاد الشام في العصر الحجري الحديث. تحليل تسلسلي، أطروحة دكتوراه. المدارس الأمريكية للأبحاث الشرقية. سلسلة أطروحة 10، 1994.